# Neo Phaliron Velodrome

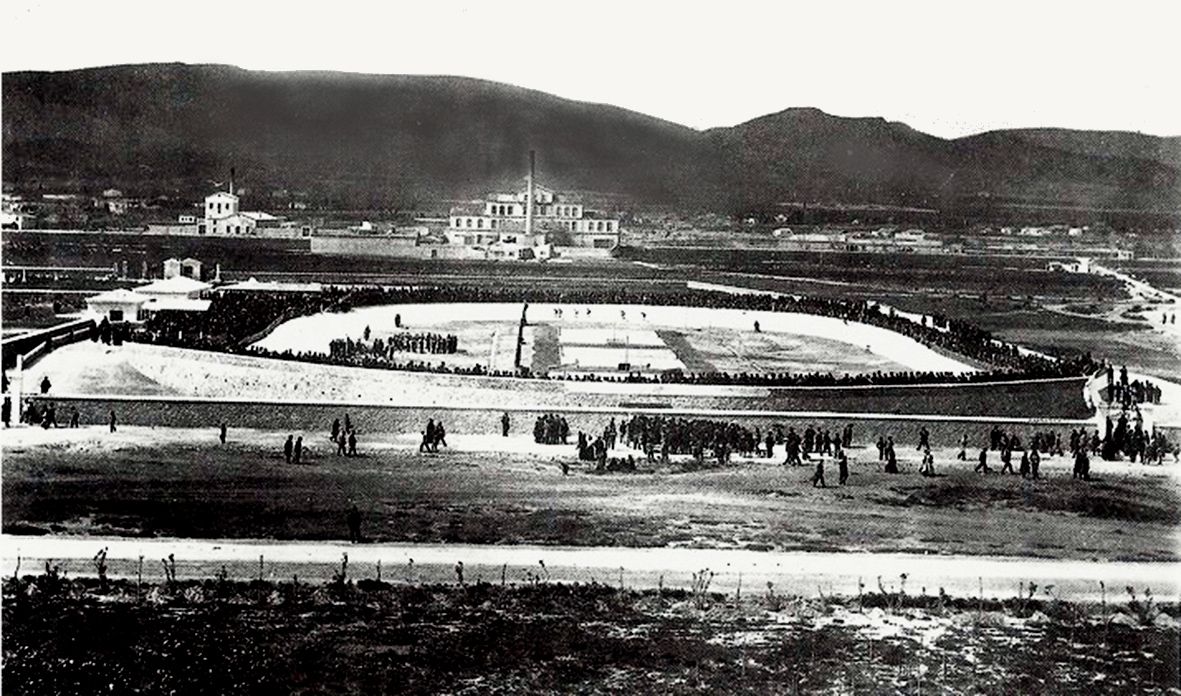
Neo Phaliron Velodrome

Het Neo Phaliron Velodrome (Grieks: Νέο Φάληρο Ποδηλατοδρόμιο) was een velodroom en sportstadion in de Griekse stad Piraeus.
Het stadion werd gebouwd in opdracht van het organiserend comité van de Olympische Spelen van 1896. De grond werd daarvoor beschikbaar gesteld door de Athene-Piraeus Spoorwegmaatschappij. De wielerbaan lag in de begintijd nog in een vrij lege vlakte. Het wedstrijdverslag van de 100 km op de baan meldt dat het weer op die middag vies was. "Een bitter koude wind blies over de vlakte en joeg het stof op, zowel buiten als binnen het stadion. De omwalling van de wielerbaan bood nauwelijks enige beschutting tegen de harde windstoten."

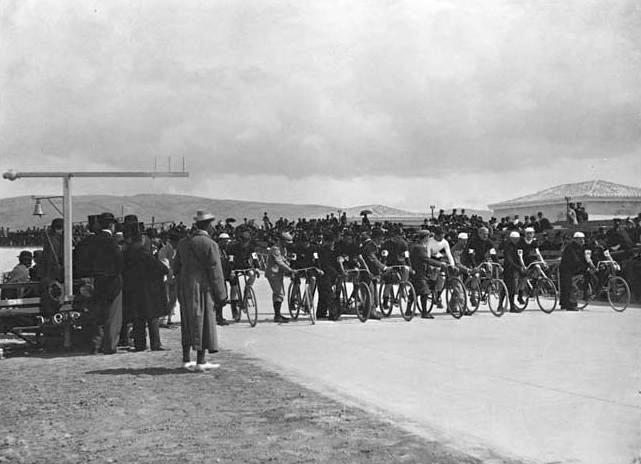
Start van de 100 km op de baan (in spiegelbeeld).

Het wielrennen op de Olympische Zomerspelen 1896 vond niet zoals in onze tijd midden in de zomer plaats, maar in het vroege voorjaar: van 27 maart tot en met 1 april. De nummers waren ook totaal anders. Het begon op 27 maart met een 100 km, ofwel 300 ronden wedstrijd op de baan. Op 30 maart werd verreden: de 2000m, ofwel 6 rondjes; de 10 kilometer, ofwel 30 rondjes; en de sprint over 1 ronde, ofwel 333 meter. Op 31 maart stond de wegwedstrijd op het programma. Deze liep van Athene naar Marathon en terug, en dan via de boulevards Herodes Atticus en Olga, en de weg naar Nieuw Faliro, langs de rails van de stoomtrein naar de finish op de wielerbaan. Op 1 april ten slotte, ook in vies weer, werd het wielertournooi afgerond met een 12-uurs race die om 5 uur in de ochtend begon. Uiteindelijk bleven twee renners over die beiden 295 km (885 rondjes) hadden afgelegd, maar de winnaar nog een ronde meer.
Voetbalstadion

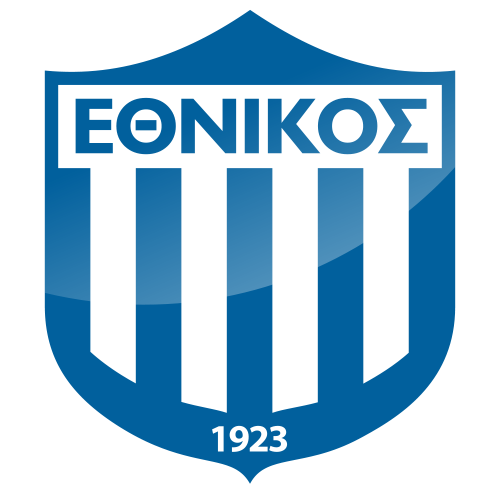

In de 1920-er jaren werden twee voetbalclubs opgericht die vanaf het begin in het stadion speelden. Ethnikos Piraeus (1923) en Olympiakos Piraeus (1925). Beide groeiden verenigingen uit in meerdere takken van sport. In 1964 werd het stadion vernieuwd, waarbij de wielerbaan verdween en vervangen werd door een atletiekbaan. Het stadion werd daarbij omgedoopt tot Georgios Karaiskákisstadion, vernoemd naar de vlak bij het stadion in de Griekse Onafhankelijkheidsoorlog gesneuvelde militaire leider. In het vernieuwde stadion werden onder meer de Europese kampioenschappen atletiek 1969 en de Finale Europacup II 1971 gehouden. In 2003 werd het oude stadion gesloopt en bouwde Olympiakos een geheel nieuw voetbalstadion, zonder atletiekbaan, voor de Olympische Zomerspelen 2004. In het stadion werd onder meer de Olympische vrouwenfinale gevoetbald.